# ری کوپر
رِی کوپر (انگلیسی: Ray Cooper؛ زادهٔ ۱۹ سپتامبر ۱۹۴۷) موسیقی‌دان و بازیگر اهل بریتانیا است. وی با هنرمندان بزرگی چون التون جان، بیلی جول، ریک ویکمن، پینک فلوید، جرج هریسون، پل مک‌کارتنی، رولینگ استونز، اریک کلپتون، رینگو استار، مارک نافلر، راجر واترز، مینارد فرگوسن، ترولینگ ویلبریز، ویزر، راوی شانکار و هری نیلسون همکاری داشته‌است.
از فیلم‌هایی که وی در آن نقش داشته‌است، می‌توان به قضیه صفر و ماجراهای بارن مایچوزن اشاره کرد.